# Scott Davis (patinage artistique)
Pour les articles homonymes, voir Davis.
Scott Davis, né le 29 janvier 1972 à Great Falls (Montana), est un patineur artistique américain, double champion des États-Unis en 1993 et 1994.

## Biographie

### Carrière sportive
Scott Davis est né et grandit à Great Falls dans le Montana. Connu pour sa capacité de rotation, il est entraîné par Kathy Casey à Colorado Springs (Colorado) et Galina Zmievskaya à Simsbury (Connecticut). Il remporte le titre national junior des États-Unis en 1990, avant de devenir double champion national en 1993 et 1994.
Il représente son pays à deux mondiaux juniors (1990 à Colorado Springs et 1991 à Budapest), trois mondiaux seniors (1993 à Prague, 1994 à Chiba et 1995 à Birmingham) et aux Jeux olympiques d'hiver de 1994 à Lillehammer.
À partir de la saison 1995/96, Scott Davis souffre de vertiges et a des problèmes de régularité dans l’exécution de ses sauts. Il ne se qualifie plus jamais pour les mondiaux ou les Jeux olympiques. Il se retire de la compétition amateur en 1998 après les championnats des États-Unis où il se classe 3e derrière Todd Eldredge et Michael Weiss.

### Reconversion
Après être devenu professionnel, Scott Davis apparait dans une production de spectacle sur glace de la comédie musicale Grease. Il devient ensuite entraîneur à Calgary au Canada ; ses élèves sont notamment Vaughn Chipeur, Kaiya Ruiter et Ethan Scott. Il est également un spécialiste technique de l'Union internationale de patinage ; il officie comme spécialiste technique de l'épreuve masculine aux mondiaux de 2006.

### Famille
Scott Davis se marie à Stéphanie LaRiviere, avec qui il a une fille, Maggie.

## Palmarès
| Compétition                   | 1990    | 1991    | 1992    | 1993    | 1994    | 1995    | 1996    | 1997    | 1998    |  |  |  |  |  |
| Jeux olympiques d'hiver       |         |         |         |         | 8e      |         |         |         |         |  |  |  |  |  |
| Championnats du monde         |         |         |         | 6e      | 7e      | 7e      |         |         |         |  |  |  |  |  |
| Championnats des États-Unis   |         | 8e      | 4e      | 1er     | 1er     | 2e      | 4e      | 4e      | 3e      |  |  |  |  |  |
| Championnats du monde juniors | 5e      | 4e      |         |         |         |         |         |         |         |  |  |  |  |  |
|                               |         |         |         |         |         |         |         |         |         |  |  |  |  |  |
| Grand Prix ISU                | 1989/90 | 1990/91 | 1991/92 | 1992/93 | 1993/94 | 1994/95 | 1995/96 | 1996/97 | 1997/98 |  |  |  |  |  |
| Skate America                 |         |         |         | 2e      |         |         |         | 7e      | 4e      |  |  |  |  |  |
| Skate Canada                  |         |         |         | 2e      |         |         | 4e      | 3e      |         |  |  |  |  |  |
| Coupe d'Allemagne             |         |         |         |         | 2e      |         | 4e      |         |         |  |  |  |  |  |
| Trophée NHK                   |         |         |         |         |         | 4e      |         | 4e      | 2e      |  |  |  |  |  |
|                               |         |         |         |         |         |         |         |         |         |  |  |  |  |  |